# Paweł Dobrodziej
Paweł Jan Dobrodziej (ur. 15 maja 1970 w Łodzi) – polski policjant, nadinspektor Policji, w latach 2021–2023 zastępca Komendanta Głównego Policji.

## Życiorys
Jest absolwentem Uniwersytetu Łódzkiego oraz Wyższej Szkoły Policji w Szczytnie. Służbę w policji rozpoczął w 1990 od pracy w Komendzie Rejonowej Łódź-Polesie. Od 1998 służył w wydziale XIV w Łodzi Biura do walki z przestępczością zorganizowaną Komendy Głównej Policji. Od 2000 był funkcjonariuszem łódzkiego zarządu Centralnego Biura Śledczego Policji, którym następnie kierował od 2014 jako naczelnik. W lutym 2016 został powołany na Komendanta Wojewódzkiego Policji w Lublinie. 23 lipca 2017 odebrał akt mianowania na nadinspektora Policji. W listopadzie 2017 powierzono mu obowiązki komendanta stołecznego Policji, na stanowisko to powołany został dwa miesiące później zastępując inspektora Rafała Kubickiego. Od 5 stycznia 2021 pełnił obowiązki, a 27 stycznia został powołany na stanowisko zastępcy Komendanta Głównego Policji. W grudniu 2023 zakończył pełnienie tej funkcji.
W 2020 otrzymał antynagrodę Noga od Stołka w obu kategoriach (nagroda jury oraz nagroda czytelników) przyznawaną przez warszawski oddział regionalny Gazety Wyborczej. Antynagrodę jury przyznało za brutalne tłumienie pałką i gazem przez podległe mu jednostki pokojowych demonstracji w obronie praw kobiet.
W 2025 podjął pracę w charakterze konsultanta w prywatnej agencji detektywistycznej.

## Odznaczenia
- Srebrny i Brązowy Krzyż Zasługi (2007 i 2003)[9][10][11]
- Srebrny[11] i Brązowy Medal za Długoletnią Służbę
- Złota[11], Srebrna i Brązowa Odznaka „Zasłużony Policjant”
- Srebrna Odznaka „Zasłużony dla Służby Celnej”[11]
- Srebrny Medal za Zasługi dla Straży Granicznej
- Medal XXV-lecia NSZZ Policjantów[12]
- Medal za Zasługi dla NSZZ Policjantów woj. lubelskiego[13]
- Medal za zasługi dla NSZZ Policjantów KSP (II Klasa)